# Erato da Arménia
Erato de Arménia foi uma rainha da Arménia da Dinastia artaxíada. Reinou entre um período que se estendeu de 2 a.C. e 12 a.C. foi antecedida nos comandos do reino por Artavasdes III foi sucedida no trono pelo rei Ariobarzanes II de Atropatene.
Foi filha de Tigranes III e irmã, e segundo defendem alguns historiadores, tendo em atenção os costumes da época eposa Tigranes IV, ambos filhos de Artavasdes III.
A morte de Tigranes IV e Erato marcou o fim da Dinastia Artaxíada; seguiu-se um interregno até a ascensão da dinastia arsácida, em 66 d.C..